# Nowon (metropolitana di Seul)
Nowon (노원역 - 蘆原驛, Nowon-nyeok) è una stazione di interscambio della metropolitana di Seul servita dalla linea 4 e dalla linea 7. Si trova nel quartiere di Nowon-gu, da cui prende il nome, a nord rispetto al centro della capitale sudcoreana.

## Linee
Seoul Metro
● Linea 4 (Codice: 411)
● Linea 7 (Codice: 713)

## Struttura
La stazione è costituita da due sezioni separate: la linea 4 è su viadotto, mentre la linea 7 è sotterranea.

### Stazione linea 4
La linea 4 presenta due binari sopraelevati con due banchine laterali protette da porte di banchina a piena altezza sottoterra. Sul lato ovest di ciascuno dei due marciapiedi sono presenti delle scale mobili che portano direttamente alla stazione sotterranea della linea 7. Sono inoltre presenti due aree tornelli e 4 uscite a livello stradale.
| Direzione Danggogae | ● Linea 4 | per Danggogae                                                     |
| Direzione centro    | ● Linea 4 | per Changdong, Chungmuro, Seul, Sadang, Geumjeong, Jungang e Oido |

### Stazione della linea 7
La linea 7 passa in sotterraneo, con una banchina a isola e due binari centrali. Sono presenti porte di banchina e 6 uscite in superficie. 
| Direzione Jangam            | ● Linea 7 | per Dobongsan e Jangam                                            |
| Direzione Bupyeong-gucheong | ● Linea 7 | per Sangbong, Express Bus Terminal, Isu, Onsu e Bupyeong-gucheong |

## Stazioni adiacenti
| «       | Servizio | »         |
| Linea 4 | Linea 4  | Linea 4   |
| ------- | -------- | --------- |
| Sanggye | -        | Changdong |
| Linea 7 |          |           |
| Madeul  | -        | Junggye   |